# Kloster Bonlieu (Creuse)

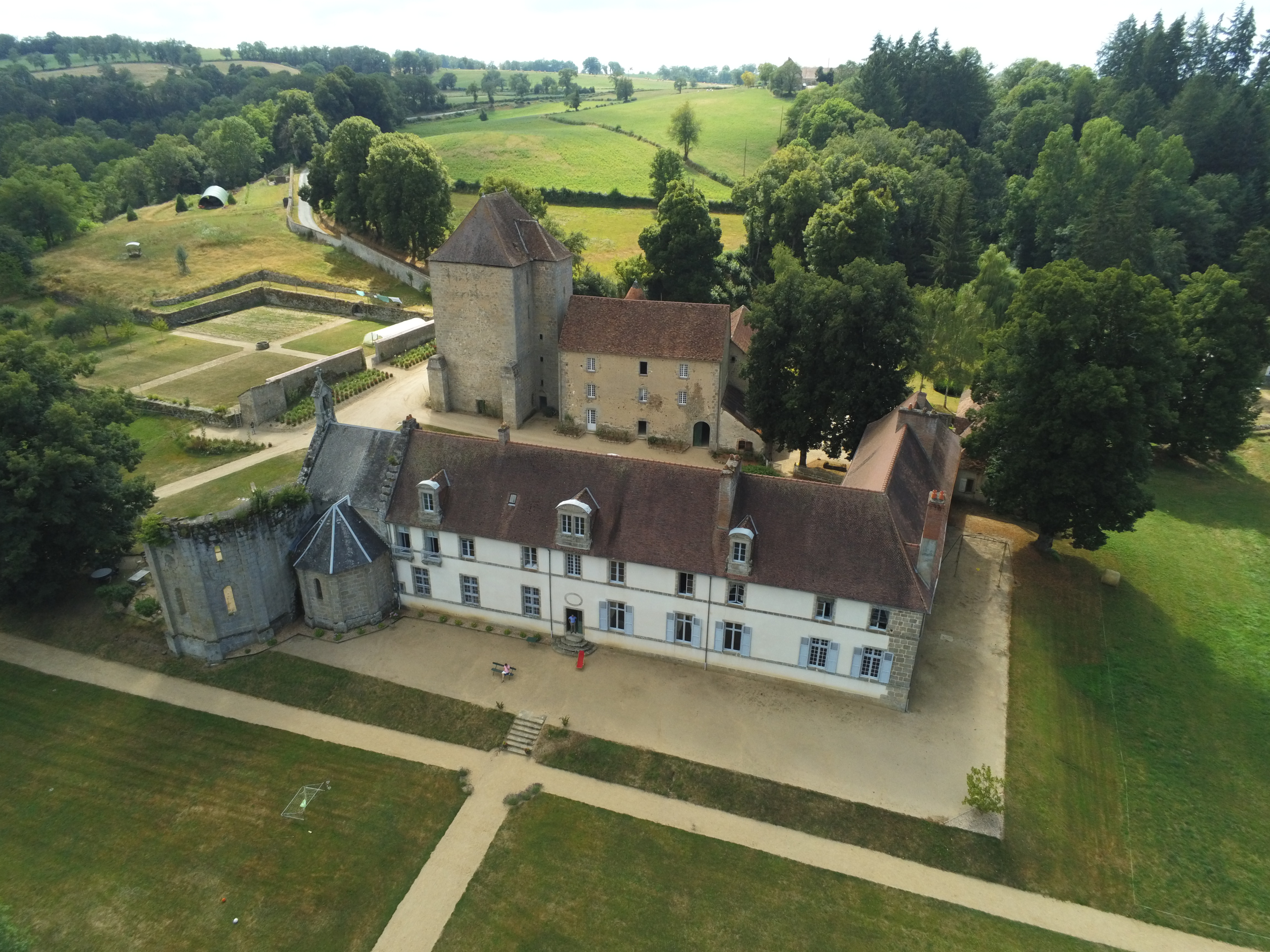
Kloster Bonlieu (2020)

Das Kloster Bonlieu (Creuse) (Bonus locus) ist eine ehemalige Zisterzienserabtei in der Gemeinde Peyrat-la-Nonière im Département Creuse, Region Nouvelle-Aquitaine, in Frankreich. Das Kloster liegt rund 22 km nordnordöstlich von Aubusson (Creuse) und 12 km ostsüdöstlich von Chénérailles, am Ufer des Bachs Tardes.

## Geschichte
Das Kloster wurde um 1117 (oder 1121) in Mazerolles nach der Benediktinerregel für Eremiten gegründet und wurde bald Priorat von Kloster Dalon, mit dem es sich 1162 in der Filiation der Primarabtei Pontigny dem Zisterzienserorden anschloss. Die Abtei erhielt zahlreiche Stiftungen von lokalen Grundherren. Die Kirche wurde 1232 geweiht. Im 15. Jahrhundert wurde ein für die Gegend typischer Donjon errichtet. Das Kloster besaß eine Grangie in Aubeterre im Bourbonnais. Im Hundertjährigen Krieg und durch die Hugenotten wurde es geplündert. Im 17. Jahrhundert erfolgte eine Restaurierung. In der Französischen Revolution wurde es aufgelöst, teilweise zerstört und anschließend verkauft.

## Bauten und Anlage
Erhalten sind der viereckige Donjon am Eingang aus dem Jahr 1421, ein runder Turm, das als Wohnhaus dienende Klausurgebäude, das fünfeckige Chorhaupt der Kirche und das im 19. Jahrhundert in eine Kapelle umgewandelte nördliche Querhaus. Einige Fliesenreste sind noch sichtbar, ebenso das Grab des Abts Roger de St-Avit (1403–1438). Einige Teile der Verglasung aus dem 13. Jahrhundert sind ebenfalls erhalten.